# George Chalmers
Pour les articles homonymes, voir Chalmers.
George Chalmers (Fochabers, comté de Murray (Écosse), 1742 -Londres 31 mai 1825), est un antiquaire et essayiste politique écossais.

## Biographie
Il étudie à Aberdeen et à Édimbourg puis part exercer la profession d'avocat en Amérique. Il revient en Angleterre lorsque éclate la guerre de l'indépendance et y obtient un emploi au ministère du commerce.
Agent colonial des îles Bahamas, il devient membre de la Royal Society le 5 mai 1791.

## Publications
On lui doit :
- Annales politiques des Colonies-unies, 1780
- Force comparative de la Grande-Bretagne sous le règne présent et sous les quatre précédents, 1782 et 1786
- Collection des traités entre l'Angleterre et les autres puissances, 2 vol., 1790
- la Calédonie, ouvrage précieux pour l'étude des antiquités de l'Écosse, 3 vol., 1807-1826
- Vie de Marie Stuart, 2 vol., 1818